# Организация на българските студенти в Австрия
Организацията на българските студенти в Австрия „КИТ“ е регистрирана като Verein Bulgarischer Studenten in Österreich – KIT.

## История
Идеята за създаването на Организацията се заражда в началото на 2005 година и се подема от шепа ентусиазирани доброволци. Нейни основатели са студентите на Виенския университет Катерина Германова и Иван Карчев. Оттогава екипът се е разраснал значително – създадени са работни групи за различните дейности и проекти, като постоянно се присъединяват и нови хора, с нови идеи и предложения. За рожден ден на Организацията е определен 1 ноември 2005, когато за първи път събраната и обработена от нейните членове информация е публикувана онлайн, в помощ на всички новопристигащи в Австрия български граждани.

## Дейност
Предоставя изчерпателна и точна информация и важни упътвания за новопристигащите в Австрия българи за първоначалната им ориентация и адаптиране в непознатата за тях среда. Нейната основна цел е да подпомага българските студенти в продължителния процес на социална интеграция, лична и професионална реализация. Стреми се да осигури подходяща среда за създаване и поддържане на контакти със студенти, студентски групи и организации от различни националности, с личности, интегрирали и реализирали се в австрийското общество, с потенциални работодатели и с всички приятели на България и на българските студенти.
За да постигне своите цели Организацията е създадала електрона комуникационна платформа, достъпна от всяка точка на света (виж www.bg-stdent.org), която е своеобразен пътеводител за всеки новопристигнал студент. Също така се организират безплатни консултации с адвокати и дискусии с представители на местната власт по важни правни и социални въпроси.
Последният и най-широко мащабен проект на организацията се радва на особено голяма популярност сред представителите на българската общност в Австрия и всички нейни приятели. От 2007 година по телевизия ОКТО в Австрия се излъчва културно-информационното предаване „Бригада“, на български език с немски субтитри. Основна тема в него са животът и проблемите на постоянно живеещите в Австрия български граждани. То е медийната визитна картичка на всички български творци, работещи в страната.